# Campionat del món de ciclisme en pista de 1914
El Campionat Mundial de Ciclisme en Pista de 1914 es va celebrar a Copenhaguen (Dinamarca) el 2 d'agost de 1914.
Per raó de l'inici de la Primera Guerra Mundial una setmana abans, només es va disputar la prova de mig fons amateur. Paradoxalment aquesta prova no es va tornar a introduir fins a l'edició de 1958.
La competició es van realitzar al Velòdrom d'Ordrup a la perifèria de Copenhaguen.

## Resultats

### Amateur
| Prova        | Or                             | Argent                       | Bronze                          |
| Darrere moto | Cor Blekemolen · Països Baixos | Jacques Van Ginkel · Bèlgica | Walter Stelzer · Imperi Alemany |

## Medaller
| Pos. | País           | Or | Plata | Bronze | Total |
| 1    | Països Baixos  | 1  | 0     | 0      | 1     |
| 2    | Bèlgica        | 0  | 1     | 0      | 1     |
| 3    | Imperi Alemany | 0  | 0     | 1      | 1     |